# Hammered
Hammered je sedamnaesti studijski album britanskog rock-sastava Motörhead. Diskografska kuća Steamhammer objavila ga je 8. travnja 2002. u Europi, a Metal-is Records objavio ga je dan poslije u Sjevernoj Americi.

## O albumu
Skupina je napisala i snimila pjesme za uradak 2001., poslije terorističkih napada 11. rujna, zbog čega su pjesme mračnije i više misaone od onih na prijašnjim uradcima. Bubnjar Mikkey Dee izjavio je:
Na inačici albuma u ograničenoj nakladi nalazi se „The Game”, pjesma koju je napisao Jim Johnston, skladatelj glazbe za WWE, kao skladbu koja svira kad hrvač Triple H ulazi u ring. Triple H također je recitirao stihove na toj pjesmi.

## Ilustracije
Joe Petagno, dugogodišnji ilustrator skupine, o naslovnici je rekao:

## Popis pjesama
Sve su pjesme napisali Lemmy, Phil Campbell i Mikkey Dee, a pjesmu „Serial Killer” napisao je samo Lemmy.
| 1.    | »Walk a Crooked Mile« | 5:53 |
| 2.    | »Down the Line«       | 4:23 |
| 3.    | »Brave New World«     | 4:03 |
| 4.    | »Voices from the War« | 4:27 |
| 5.    | »Mine All Mine«       | 4:14 |
| 6.    | »Shut Your Mouth«     | 4:06 |
| 7.    | »Kill the World«      | 3:39 |
| 8.    | »Dr. Love«            | 3:50 |
| 9.    | »No Remorse«          | 5:19 |
| 10.   | »Red Raw«             | 4:04 |
| 11.   | »Serial Killer«       | 1:43 |
| 45:46 |                       |      |

| Dodatni disk na posebnoj inačici | Dodatni disk na posebnoj inačici                          | Dodatni disk na posebnoj inačici         | Dodatni disk na posebnoj inačici | Dodatni disk na posebnoj inačici | Dodatni disk na posebnoj inačici | Dodatni disk na posebnoj inačici | Dodatni disk na posebnoj inačici | Dodatni disk na posebnoj inačici | Dodatni disk na posebnoj inačici |
| Br.                              | Skladba                                                   | Autor                                    | Trajanje                         |                                  |                                  |                                  |                                  |                                  |                                  |
| -------------------------------- | --------------------------------------------------------- | ---------------------------------------- | -------------------------------- | -------------------------------- | -------------------------------- | -------------------------------- | -------------------------------- | -------------------------------- | -------------------------------- |
| 1.                               | »Shoot You in the Back« (uživo na Wacken Open Airu 2001.) | Lemmy, Eddie Clarke, Phil Taylor         | 2:52                             |                                  |                                  |                                  |                                  |                                  |                                  |
| 2.                               | »R.A.M.O.N.E.S.« (uživo na Wacken Open Airu 2001.)        | Lemmy, Campbell, Michael Burston, Taylor | 1:35                             |                                  |                                  |                                  |                                  |                                  |                                  |
| 3.                               | »The Game«                                                | Jim Johnston                             | 3:30                             |                                  |                                  |                                  |                                  |                                  |                                  |
| 7:57                             |                                                           |                                          |                                  |                                  |                                  |                                  |                                  |                                  |                                  |

## Recenzije
| Recenzije    | Recenzije |
| Izvor        | Ocjena    |
| ------------ | --------- |
| AllMusic     | [ 5 ]     |
| Metal.de     | 7/10      |
| Sputnikmusic | 3/5       |

Dobio je uglavnom pozitivne kritike. U osvrtu za Metal.de recenzent mu je dao sedam bodova od njih deset izjavivši da se „legendarni ritam nije izgubio, zbog čega se album odlikuje šarmom i snagom” i dodavši da „možda nije najbolji [album] koji je sastav objavio, ali je svakako [primjer njegove] uobičajene visoke kvalitete”. Adam Bregman dao mu je tri zvjezdice od njih pet pišući za AllMusic. Izjavio je da se većina pjesama „ne odvaja od uobičajene Motörheadove formule, ali sve su svirane prljavo i zasigurno će se svidjeti Motörheadovim odanim obožavateljima”.
Tri boda od pet dao mu je i Sputnikmusicov recenzent, koji je rekao da je riječ o „još jednu solidnu izdanju” i da album „neće razočarati” one koji vole sastav, ali da je ipak „mješavina svega i svačega” te da solističke dionice zvuče „mlako”.

## Zasluge
| Motörhead - Lemmy – bas-gitara, vokal, umjetnički direktor, produkcija - Mikkey Dee – bubnjevi, umjetnički direktor; produkcija (osim pjesme „Serial Killer”) - Philip Campbell – gitara, prateći vokal, umjetnički direktor; produkcija (osim pjesme „Serial Killer”) Dodatni glazbenici - Triple H – recitacija (na pjesmi „The Game”) | Ostalo osoblje - Joe Petagno – naslovnica, ilustracije u knjižici albuma, umjetnički direktor - Steffan Chirazi – umjetnički direktor - Mark Abramson – dizajn - Gene Kirkland – fotografija - Thom Panunzio – produkcija, tonska obrada; miksanje (osim pjesme „Serial Killer”) - Chuck Reed – produkcija i miksanje (pjesme „Serial Killer”); tonska obrada - Bob Koszela – tonska obrada - Jim Danis – pomoć pri tonskoj obradi - Jeff Rothschild – pomoć pri tonskoj obradi - Bob Vosgien – mastering |

## Ljestvice
| Ljestvica                                    | Najviša pozicija |
| -------------------------------------------- | ---------------- |
| Finska                                       | 34.              |
| Francuska                                    | 113.             |
| Njemačka                                     | 39.              |
| Švedska                                      | 18.              |
| Ujedinjeno Kraljevstvo (Rock & Metal Albums) | 11.              |